# Janusz Gołąb
Janusz Gołąb (* 16. listopadu 1967, Gliwice) je polský horolezec. Od roku 1992 leze v Alpách, poté se přesunul do And a Himálají. Roku 1996 uskutečnil prvovýstup východní stěnou na Cerro Torre V roce 2012 spolu s Adamem Bieleckim jako první lidé vystoupili na vrchol 8068 metrů vysoké hory Gašerbrum I v zimním období. Vedoucím expedice byl Artur Hajzer. Gołąb je drřitelem medaile za významný přínos sportu a dvakrát byl oceněn Polským horolezeckým svazem za nejlepší polský zimní výstup.

## Úspěšné výstupy na osmitisícovky
- 2012 Gašerbrum I (8068 m)
- 2014 K2 (8611 m)

## Další úspěšné výstupy
- 1993 Grandes Jorasses (4208 m)
- 1993 Grandes Jorasses (4208 m)
- 1996 Cerro Torre (3133 m)
- 2000 Marmolada (3343 m)
- 2001 Marmolada (3343 m)
- 2001 Eiger (3970 m)